# Нойенкирхен (Дитмаршен)
Нойенкирхен (нем. Neuenkirchen) — община в Германии, в земле Шлезвиг-Гольштейн. Входит в состав района Дитмаршен. Подчиняется управлению Киркспильсландгемайнде-Веддингштедт.

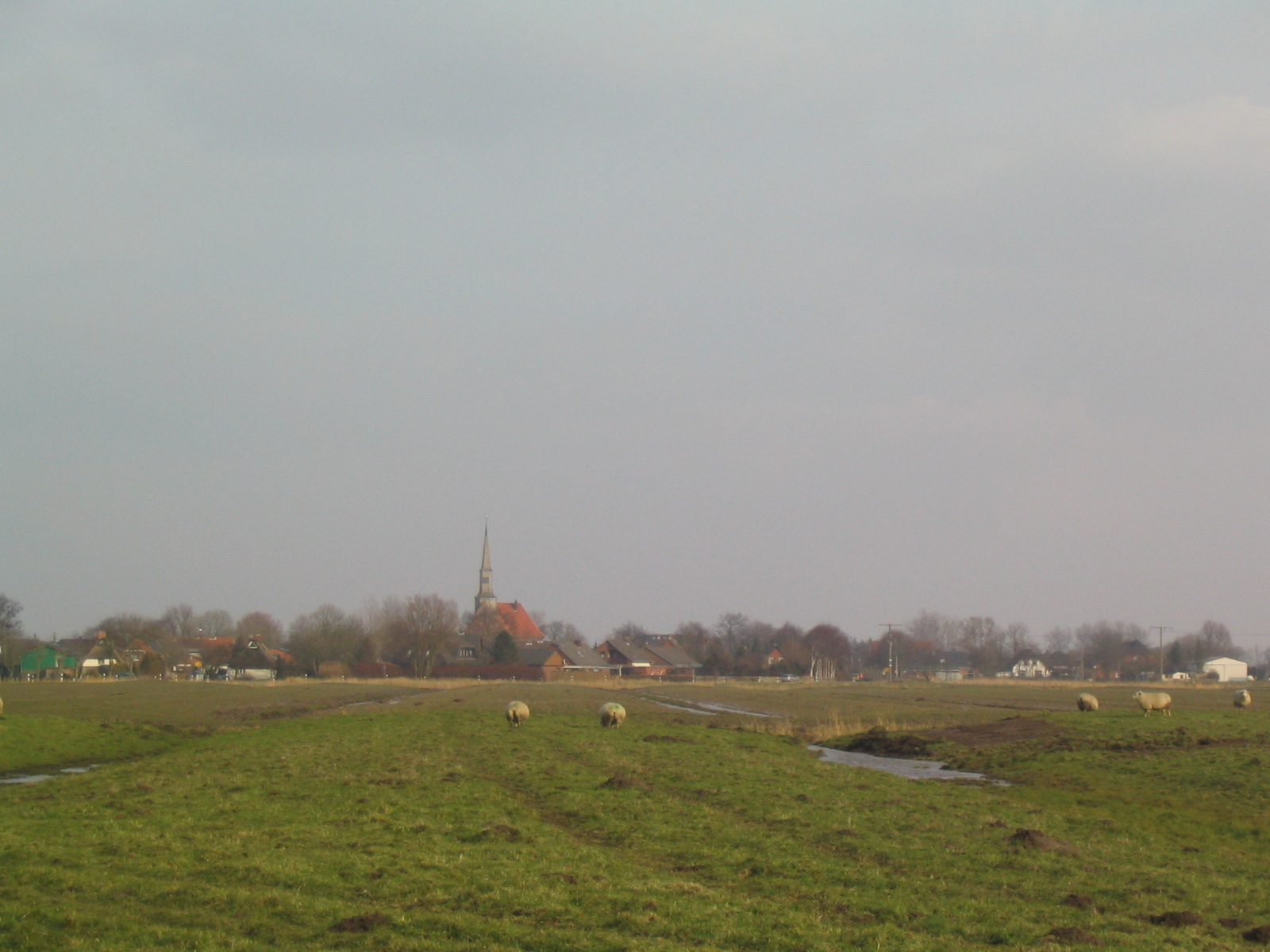
Вид на Нойенкирхен с севера

Население составляет 1007 человек (на 31 декабря 2010 года). Занимает площадь 25,14 км².
Коммуна подразделяется на 9 сельских округов.
На гербе коммуны изображена пушица (Eriophorum sp.) с характерной для этого растения «пуховкой» — пушистой головкой из волосков околоцветника.